# Canons Regular of Saint John Cantius
Die Canons Regular of Saint John Cantius sind eine katholische Ordensgemeinschaft. Sie gehören zu den Regularkanonikern.
1998 durch den Pfarrer von Saint John Cantius in Chicago, C. Frank Phillips, begründet, trug die Gemeinschaft ursprünglich den Namen Society of St. John Cantius. Die Mitglieder der Gemeinschaft, die seit 2006 den Namen Canons Regular of St. John Cantius trägt, leben nach der Regel des heiligen Augustinus und pflegen den tridentinischen Ritus.
Die Ordensgemeinschaft betreut unter anderem die St. John Cantius Church in Chicago.
Ihr Namenspatron ist Johannes von Krakau.